# Віхрадз
Віхрадз (пол. Wichradz) — село в Польщі, у гміні Варка Груєцького повіту Мазовецького воєводства.
Населення — 203 особи (2011).
У 1975-1998 роках село належало до Радомського воєводства.

## Демографія
Демографічна структура станом на 31 березня 2011 року:
|          | Загалом | Допрацездатний вік | Працездатний вік | Постпрацездатний вік |
| -------- | ------- | ------------------ | ---------------- | -------------------- |
| Чоловіки | 101     | 17                 | 74               | 10                   |
| Жінки    | 102     | 15                 | 59               | 28                   |
| Разом    | 203     | 32                 | 133              | 38                   |